# Sergej Kamenskij
Sergej Igorevič Kamenskij (in russo Сергей Игоревич Каменский?, tr. en. Sergey Kamenskiy; Bijsk, 7 ottobre 1987) è un tiratore a segno russo, vincitore della medaglia d'argento nella carabina tre posizioni ai Giochi olimpici estivi di Rio de Janeiro 2016 per la Russia e del bronzo nella carabina 10 metri e dell'argento nella carabina 50 metri 3 posizioni ai Tokyo 2020 per ROC.

## Palmarès

### Per la Russia
- Giochi olimpici

Rio de Janeiro 2016: argento nella carabina 50 metri 3 posizioni.
- Campionati europei di tiro a segno

Maribor 2017: oro nella carabina a squadre

### Per ROC
- Giochi olimpici

Tokyo 2020: bronzo nella carabina 10 metri a squadre miste e argento nella carabina 50 metri 3 posizioni.